# Natarajania indica
Natarajania indica är en svampart som beskrevs av Pratibha & Bhat 2006. Natarajania indica ingår i släktet Natarajania, divisionen sporsäcksvampar och riket svampar.   Inga underarter finns listade i Catalogue of Life.